# David Seltzer
David Seltzer (Highland Park, 1940) é um escritor, produtor e diretor norte-americano.
É mais conhecido por ter escrito "The Omen" (br: A profecia) (1976), e "Bird on a Wire" (br: Alta tensão) (1990). Como escritor/diretor, os créditos de Seltzer incluem a tragi-comédia teen "Lucas" (br: A Inocência do Primeiro Amor), estrelando Corey Haim, Charlie Sheen e Winona Ryder, a comédia de 1988 "Punchline" (br: Palco de ilusões), estrelando Sally Field e Tom Hanks, e "Shining Through" (br: Uma Luz na Escuridão) (1992) estrelando Melanie Griffith e Michael Douglas.